# Рожавська Юдіф Григорівна
Юдіф Григо́рівна Рожа́вська (12 листопада 1923, Київ — 10 березня 1982, там само) — українська композиторка.

## Життєпис
Народилася 12 листопада 1923 року у Києві. В дитинстві була музичним вундеркіндом, з п'яти років чудово грала на фортепіано. Під час війни брала участь у фронтових концертних бригадах Сталінградського фронту.
1946 року закінчила Київську консерваторію по класу фортепіано Є. М. Сливака, а 1947 року — по класу композиції М. А. Гозенпуда; 1951 року — тут же аспірантуру за спеціальністю фортепіано (керівник О. М. Сливак). У повоєнні роки була прийнята до Спілки композиторів.
Мала винятковий слух і феноменальну музичну пам'ять — могла, слухаючи пісню по радіо, відразу записувати її ноти.
Була дружиною київського поета Рюрика Немировського (1923—1991). Юдіф Григорівну рідні та колеги називали «Діді». Була кідалтом: недарма написала багато музичних творів для дітей. Проте як особистість не була легковажною, серйозно сприймала нові віяння в музиці й житті. Створила низку творів в новітній музичній техніці (серіальній, додекафонія). Не оцінена гідно епохою, навіть не була удостоєна почесних звань.
Померла 10 березня 1982 року у Києві, похована у селі Кичеєвому (нині — частина міста Ворзель) на Київщині.

## Творчість
Найкраще з творчості:
- опера «Казка про загублений час» (лібрето власне та Лідією Компанієць за Євгеном Шварцом, 1971);
- балет «Королівство кривих дзеркал» (1966);
- оркестрова поема «Дніпро» (1948);
- кантата «Моя радянська Україна» (на слова Михайла Стельмаха, 1952);
- кантата «Слава жінкам-трудівницям» (сл. Ольги Марунич, 1950),
- сюїта «Снігуронька» (для соліста, читця і симфонічного оркестру, 1955);
- концерт «Фантазія» для оркестру народних інструментів (1949);
- фортепіанний концерт з оркестром;
- концерт для фортепіано «Сонатіна» (1951).

Також створила 10 п'єс (1959); 3 мініатюри (1966), 2 етюди (1973), Соната (1976); численні романси на слова Тараса Шевченка, Івана Франка, Лесі Українки, Джорджа Байрона, Павла Тичини, Максима Рильського, Володимира Сосюри, Віталія Коротича, Анни Ахматової; цикли пісень для дітей на слова радянських поетів, в тому числі: «Пісні-картинки» (1962), «Пісні-прислів'я» (1966), «Пісні-загадки» (1967), «Пісні-лічилки» (1968), «Мій квітник» (1969).
Написала музику до драматичних спектаклів, радіо- і телепрограм, фільмів; мультфільмів «Веснянка» (1961), «Пушок і Дружок» (1962), «Веселий художник» (1963), «Тяв і Гав)» (1967).
Створила понад 100 українських пісень  на вірші різних авторів — «Летять ніби чайки», «Сповідь пам'яті», «Коло вікон твоїх», «Чуєш, кохана?» та ін. Пісня «Летять ніби чайки» стала однією з найкращих українських пісень XX століття.